# Relaxa (álbum)
#Relaxa é o primeiro EP lançado pela cantora de R&B e pop brasileira Clau, lançado no dia 12 de janeiro de 2018 através da Universal Music. A cantora teve colaboração na produção e nos clipes de sua empresária e também cantora Anitta. No mesmo dia do lançamento do álbum Clau também lançou o single Relaxa em uma coletiva de imprensa com Anitta e Micael.

## Faixas
| N.º            | Título                          | Compositor(es)                                      | Duração |  |
| 1.             | "Intro"                         | Clau Pedro Dash                                     | 1:00    |  |
| 2.             | "Me Sentir" (com Luccas Carlos) | Clau Marcelinho Ferraz Luccas Carlos Nox Pedro Dash | 3:22    |  |
| 3.             | "Relaxa"                        | Joey Mattos Pedro Dash D.Max Clau Marcelinho Ferraz | 3:06    |  |
| 4.             | "Não"                           | Dan Valbusa Clau Pedro Dash                         | 3:44    |  |
| 5.             | "Menina de Ouro"                |                                                     | 3:03    |  |
| Duração total: | Duração total:                  | Duração total:                                      | 14:15   |  |